# Persone di cognome Martinelli
| Questa pagina contiene informazioni ricavate automaticamente dalle voci biografiche con l'ausilio del template Bio e di un bot. L'aggiornamento è periodico e automatico e ricostruisce completamente la pagina. Se manca una persona in questa lista, sei pregato di non aggiungerla, ma accertati piuttosto che la sua voce biografica contenga il template Bio e che i dati anagrafici siano correttamente compilati. Se il template Bio manca, inseriscilo tu stesso o, in alternativa, metti l'avviso {{tmp\|Bio}} che ne segnala la mancanza. Se i dati riportati sono sbagliati, correggi direttamente la voce biografica; le modifiche saranno visibili in questa lista entro pochi giorni. Per chiarimenti vedi il progetto antroponimi. La lista contiene solo le 75 persone che sono citate nell'enciclopedia e per le quali è stato implementato correttamente il template Bio. Pagina aggiornata al 23 giu 2025. |

Questa è una lista di persone presenti nell'enciclopedia che hanno il cognome Martinelli, suddivise per attività principale.

## Allenatori di calcio(1)
- Rosario Martinelli, allenatore di calcio e calciatore italiano (Gazzaniga, n. 1941 - Lugano, † 2013)

## Architetti(4)
- Anton Erhard Martinelli, architetto austriaco (Vienna, n. 1684 - Vienna, † 1747)
- Domenico Martinelli, architetto italiano (Lucca, n. 1650 - † 1718)
- Francesco Martinelli, architetto italiano (Tremezzo, n. 1651 - Vienna, † 1708)
- Giovanni Battista Martinelli, architetto austriaco (Vienna, n. 1701 - Vienna, † 1754)

## Arcivescovi cattolici(1)
- Luigi Martinelli, arcivescovo cattolico italiano (Lucca, n. 1884 - † 1946)

## Artisti(1)
- Andrea Martinelli, artista italiano (Prato, n. 1965)

## Attori(2)
- Alfredo Martinelli, attore italiano (Siena, n. 1899 - Siena, † 1968)
- Jean Martinelli, attore francese (Parigi, n. 1909 - Parigi, † 1983)

## Attori teatrali(2)
- Drusiano Martinelli, attore teatrale e commediografo italiano (Venezia, n. 1557 - Venezia, † 1630)
- Tristano Martinelli, attore teatrale italiano (Marcaria, n. 1557 - Mantova, † 1630)

## Attrici(1)
- Elsa Martinelli, attrice e modella italiana (Grosseto, n. 1935 - Roma, † 2017)

## Biatleti(1)
- Christian Martinelli, ex biatleta italiano (Sondalo, n. 1983)

## Biologhe(1)
- Lucia Martinelli, biologa italiana (n. 1957)

## Bobbisti(1)
- Primo Martinelli, ex bobbista italiano (Erto, n. 1942)

## Calciatori(10)
- Alessandro Martinelli, calciatore svizzero (Mendrisio, n. 1993)
- Daniele Martinelli, ex calciatore italiano (Torino, n. 1982)
- Felice Martinelli, calciatore svizzero (Lugano, n. 1904)
- Franco Martinelli, calciatore italiano (Villafranca di Verona, n. 1929 - Modena, † 2008)
- Gian Pietro Martinelli, ex calciatore italiano (Rovato, n. 1952)
- Gérard Martinelli, ex calciatore francese (Tarascon, n. 1948)
- Joe Martinelli, calciatore statunitense (n. 1916 - † 1991)
- Livio Martinelli, calciatore italiano (Reggio nell'Emilia, n. 1923 - Reggio nell'Emilia, † 2017)
- Luca Martinelli, calciatore italiano (Milano, n. 1988)
- Luigi Martinelli, ex calciatore italiano (Chiari, n. 1970)

## Calciatrici(1)
- Michela Martinelli, calciatrice italiana (Udine, n. 1986)

## Cantanti(2)
- Caterina Martinelli, cantante italiana (Roma - Mantova, † 1608)
- Gabriella Martinelli, cantante, polistrumentista e pittrice italiana (Roma, n. 1986)

## Cardinali(2)
- Sebastiano Martinelli, cardinale italiano (Borgo Sant'Anna, n. 1848 - Roma, † 1918)
- Tommaso Maria Martinelli, cardinale e vescovo cattolico italiano (Sant'Anna di Stazzema, n. 1827 - Roma, † 1888)

## Ciclisti su strada(2)
- Alessio Martinelli, ciclista su strada italiano (Sondalo, n. 2001)
- Davide Martinelli, ex ciclista su strada italiano (Brescia, n. 1993)

## Compositori(2)
- Antonio Martinelli, compositore italiano (Modena, n. 1704 - Venezia, † 1782)
- Ferruccio Martinelli, compositore e arrangiatore italiano (Brescia, n. 1908 - Milano, † 1989)

## Dirigenti sportivi(1)
- Giuseppe Martinelli, dirigente sportivo e ex ciclista su strada italiano (Lodetto, n. 1955)

## Drammaturghi(1)
- Marco Martinelli, drammaturgo e regista teatrale italiano (Reggio Emilia, n. 1956)

## Giocatori di biliardo(1)
- David Martinelli, giocatore di biliardo italiano (Pontedera, n. 1971)

## Giornalisti(1)
- Maurizio Martinelli, giornalista e conduttore televisivo italiano (Roma, n. 1963)

## Giuristi(1)
- Giovanni Martinelli, giurista e politico italiano (Ferrara, n. 1841 - Ferrara, † 1919)

## Imprenditori(1)
- Giovanni Martinelli, imprenditore e dirigente sportivo italiano (Castelnuovo del Garda, n. 1951 - Castelnuovo del Garda, † 2013)

## Ingegneri(1)
- Paolo Martinelli, ingegnere italiano (Modena, n. 1952)

## Magistrati(1)
- Massimiliano Martinelli, magistrato, notaio e politico italiano (San Giovanni in Persiceto, n. 1816 - Bologna, † 1893)

## Matematici(1)
- Enzo Martinelli, matematico italiano (Pescia, n. 1911 - Roma, † 1999)

## Mezzofondiste(1)
- Barbara Martinelli, ex mezzofondista e ex velocista italiana (San Vittore Olona, n. 1965)

## Militari(1)
- Massimo Martinelli, militare e direttore di banda italiano (Roma, n. 1965)

## Musicisti(1)
- Roberto Martinelli, musicista, compositore e arrangiatore italiano (Avenza, n. 1964)

## Musicologi(1)
- Dario Martinelli, musicologo e semiologo italiano (Andria, n. 1974)

## Pallavoliste(1)
- Melissa Martinelli, ex pallavolista italiana (Genzano di Roma, n. 1993)

## Pallavolisti(1)
- Marco Martinelli, ex pallavolista italiano (Rovereto, n. 1965)

## Patrioti(1)
- Ulisse Martinelli, patriota italiano (Viadana, n. 1839)

## Pittori(5)
- Giovanni Martinelli, pittore italiano (Montevarchi, n. 1600 - Firenze, † 1659)
- Giuseppe Martinelli, pittore italiano (Viareggio, n. 1930 - Milano, † 2016)
- Manlio Martinelli, pittore italiano (Livorno, n. 1884 - Pisa, † 1974)
- Onofrio Martinelli, pittore italiano (Mola di Bari, n. 1900 - Firenze, † 1966)
- Vincenzo Martinelli, pittore e scenografo italiano (Bologna, n. 1737 - Bologna, † 1807)

## Politici(4)
- Carlo Martinelli, politico italiano (Milano, n. 1872 - Balsamo, † 1926)
- Giovanni Martinelli, politico italiano (n. 1919 - † 1980)
- Marco Martinelli, politico italiano (Roma, n. 1962 - Roma, † 2023)
- Mario Martinelli, politico italiano (Como, n. 1906 - Como, † 2001)

## Presbiteri(1)
- Biagio da Cesena, presbitero e notaio italiano (Cesena, n. 1463 - Roma, † 1544)

## Registe(1)
- Maria Martinelli, regista e produttrice cinematografica italiana (Reggio Emilia, n. 1958)

## Registi(1)
- Renzo Martinelli, regista e sceneggiatore italiano (Cesano Maderno, n. 1948)

## Registi teatrali(1)
- Renzo Martinelli, regista teatrale italiano

## Religiosi(1)
- Giorgio Maria Martinelli, religioso italiano (Brusimpiano, n. 1655 - Rho, † 1727)

## Rugbisti a 15(1)
- Luca Martinelli, rugbista a 15 italiano (Benevento, n. 1989)

## Schermidori(1)
- Francesco Martinelli, schermidore italiano (Pisa, n. 1978)

## Scrittori(1)
- Vincenzo Martinelli, scrittore italiano (Montecatini Valdinievole, n. 1702 - Firenze, † 1785)

## Scrittrici(1)
- Milli Martinelli, scrittrice, traduttrice e slavista italiana (n. 1926 - Bormio, † 2018)

## Siepiste(1)
- Giulia Martinelli, siepista italiana (Rieti, n. 1991)

## Storici dell'arte(1)
- Valentino Martinelli, storico dell'arte e critico d'arte italiano (Roma, n. 1923 - Roma, † 1999)

## Tenori(1)
- Giovanni Martinelli, tenore italiano (Montagnana, n. 1885 - New York, † 1969)

## Vescovi cattolici(3)
- Giovanni Innocenzo Martinelli, vescovo cattolico italiano (El Khadra, n. 1942 - Saccolongo, † 2019)
- Paolo Martinelli, vescovo cattolico italiano (Milano, n. 1958)
- Raffaello Martinelli, vescovo cattolico italiano (Villa d'Almè, n. 1948)

## Senza attività specificata(1)
- Vittorio Martinelli, storico del cinema e critico cinematografico italiano (Napoli, n. 1926 - Bologna, † 2008)